# Metanephrops sagamiensis
Metanephrops sagamiensis is een kreeftensoort uit de familie van de Nephropidae. De wetenschappelijke naam van de soort is voor het eerst geldig gepubliceerd in 1917 door Parisi.